# Трамвай-поезд

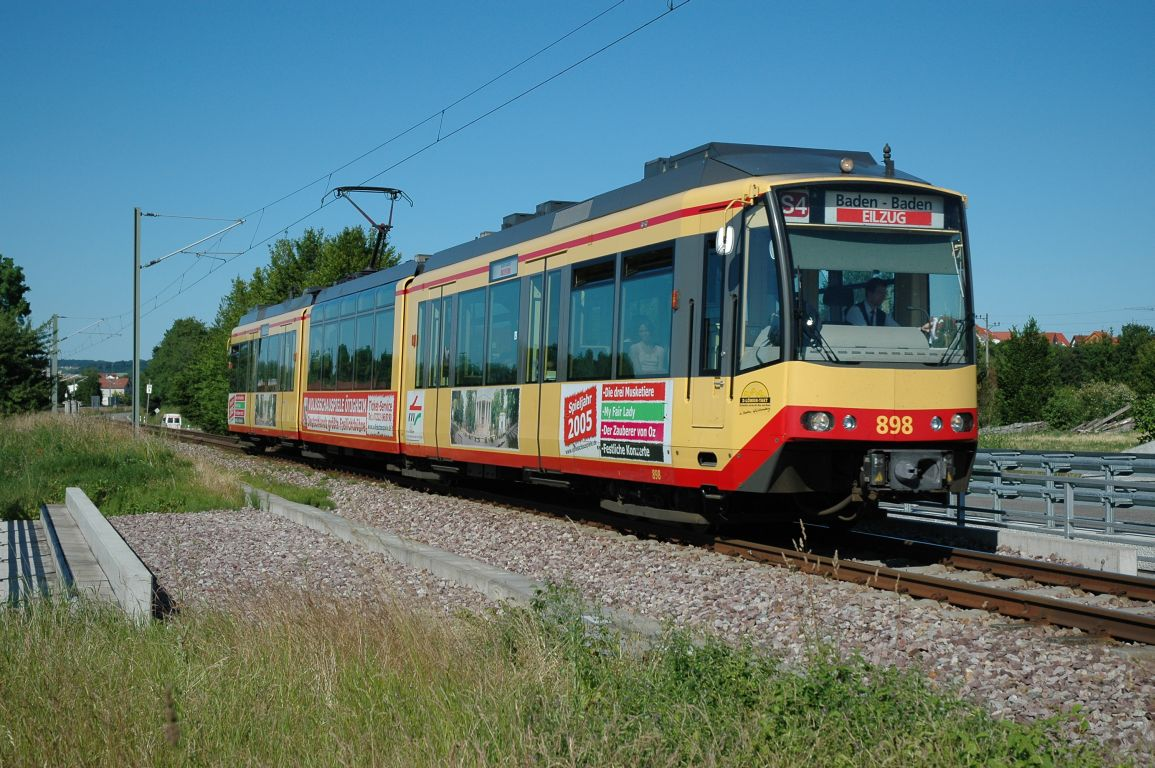
Сеть Карлсруэ: трамвай на железнодорожной линии

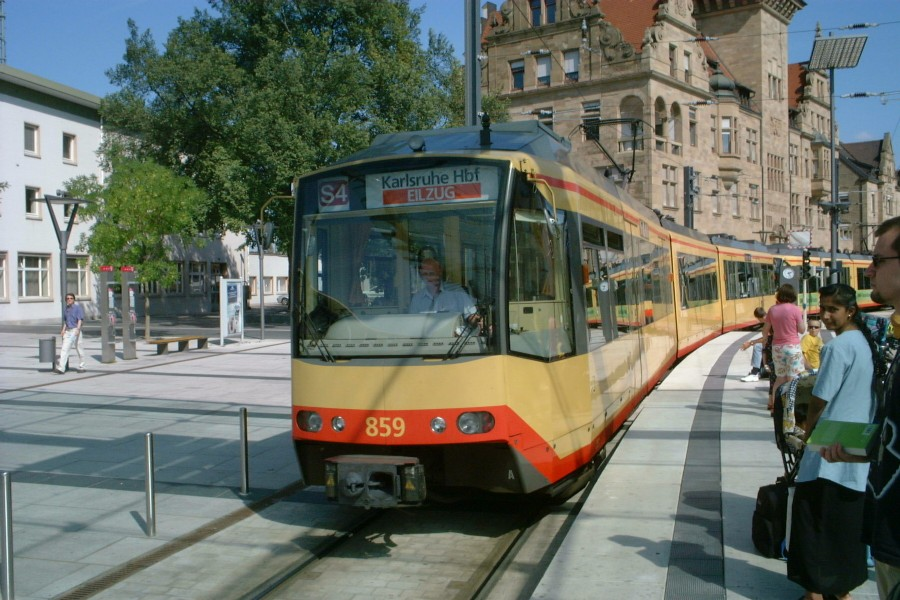
Хайльбронн (сеть Карлсруэ): трамвай в городской среде

Трамвай-поезд — концепция, в соответствии с которой трамваи могут использовать инфраструктуру железных дорог наравне с обычными поездами. Таким образом становится возможным создание комбинированных транспортных систем, сочетающих преимущества обоих видов транспорта (трамваев и поездов железных дорог). Первая система такого типа начала действовать в 1992 году в Карлсруэ (Германия).

## История
В начале XX века в США железные дороги нередко использовались также междугородными трамваями, но позднее эта практика прекратилась. Причина была двойственной: с одной стороны, были приняты новые стандарты безопасности, ограничивавшие или вовсе запрещавшие использование трамваев на магистральных железных дорогах; с другой стороны, сами междугородные трамваи постепенно исчезли уже в двадцатых-тридцатых годах.
Идея использования трамваями инфраструктуры железных дорог возродилась в конце XX века в Германии, в городе Карлсруэ. В 1992 году после заключения договорённости между городским транспортным предприятием и Deutsche Bahn AG началось движение трамваев по маршруту Карлсруэ — Бреттен. Бо́льшая часть трассы этой линии (21 км) приходится на железную дорогу, по которой сохранялось движение обычных грузовых и пассажирских поездов. Ходящие в Бреттен трамваи могут работать как от трамвайной контактной сети (750 В, постоянный ток), так и от железнодорожной (15 кВ, переменный ток с частотой 16 2/3 Гц).
Эксперимент оказался удачным — поздне́е движение трамваев было открыто и по другим железным дорогам в районе Карлсруэ.
Позднее системы типа трамвай-поезд открылись и в других городах Германии (Саарбрюккен, Нордхаузен, Кассель) и в Париже во Франции.

## Технические особенности
Так как во всех странах на трамвае и железной дороге используются разные системы электрификации, трамваи системы «трамвай-поезд» оборудованы довольно сложным электрооборудованием, позволяющим им работать на участках с разными системами электрификации. Высота контактного провода на железной дороге может быть выше чем на трамвайных путях, соответственно пантограф должен обеспечивать возможность работы при значительных перепадах высот контактного провода.
В системах, где трамваи ходят по неэлектрифицированным железным дорогам, трамваи имеют дизельный двигатель с электрогенератором.
Несмотря на единую ширину колеи, трамвай и железная дорога имеют несовместимость по спецчастям - стрелкам и крестовинам. Трамвайное колесо уже железнодорожного и имеет меньшую по высоте и ширине реборду, что при проезде стрелки на большой скорости может привести к сходу с рельсов. Для возможности безопасного проезда железнодорожных спецчастей трамвайные колёса должны быть доработаны.
Кроме того, железная дорога имеет подуклонку - небольшой наклон рельсов внутрь для повышения стабильности движения. На трамвайных путях подуклонки может не быть. Соответственно, профиль трамвайного колеса должен быть универсальным для работы как на пути с подуклонкой, так и без.

## Преимущества и недостатки
Преимущества:
- Удобство для пассажиров: возможность добираться из одного города в другой, минуя пересадки на вокзалах.
- Сравнительная дешевизна: трамвай — адекватная замена электропоезду и рельсобусу в случаях, когда пассажирский трафик слишком мал для электропоезда, но тем не менее регулярный, и, как следствие, отказ от электротяги невыгоден.

Недостатки:
- Проблема с высотой платформ: современные трамвайные системы используют, как правило, низкие платформы, в то время как на железных дорогах часто используются высокие платформы.
- По некоторым аспектам комфорта трамваи уступают обычным поездам: в трамваях нет туалетов, меньше места для размещения багажа (иными словами, в рамках железнодорожной сети трамвай применим только в качестве ближнего (например, пригородного) пассажирского транспорта).